# Eubea (mitología)
En la mitología griega Eubea (Εὔβοια) es el nombre de varias mujeres en la mitología griega, especialmente ninfas. No se sabe exactamente cuántas de ellas son epónimas.
- Eubea, una de las náyades hija del río Asterión de Argos. Ella y sus dos hermanas, Acrea y Prosimna, fueron nodrizas de Hera.[1]
- Eubea, otra náyade, e hija del dios fluvial Asopo de Beocia y de Métope.[2] Poseidón la raptó[3] y luego dio su nombre a la isla homónima.[4]
- Eubea, hija de Larimno. Ella y Pólibo de Sición fueron los posibles padres de Glauco.[5]
- Eubea, hija de Macareo, rey de Lócride. Le dio un hijo a Apolo, Agreo.[6] La posible hermana de esta Eubea es Megaclite, consorte de Zeus.[7]

- Eubea, una de las cincuenta hijas de Tespio. Le dio un hijo a Heracles, llamado Olimpo.[8]
- Eubea, la madre de Tríopas por Forbante.[9]